# Dolichomitus triangustus
Dolichomitus triangustus là một loài tò vò trong họ Ichneumonidae.